# Португалов, Виктор Валентинович
Ви́ктор Валенти́нович Португа́лов (16 февраля 1909, Москва, Российская империя — 28 августа 1982) — советский цитолог и гистохимик, член-корреспондент АМН СССР (1963), профессор (1955), лауреат Государственной премии СССР (1951). Доктор биологических наук (1955). Заслуженный деятель науки РСФСР.

## Биография
Родился 16 февраля 1909 года в Москве в семье Валентина Платоновича Португалова (1889—1917), книгоиздателя, редактора и мецената. Племянник музыкального педагога Витольда Португалова.
Учился в загородной школе-коммуне «Молодая Гвардия». Окончил технического отделения государственного техникума кинематографии.
В 1930 году поступил на зоологическое отделение биологического факультета Московского университета. С 1938 по 1941 год работал под руководством Б. И. Лаврентьева в отделе морфологии Всесоюзного института экспериментальной медицины.
Во время Великой Отечественной войны служил в госпиталях (1941—1943), трудился на кафедре патологической анатомии Московского филиала ВМА (1943—1946). В августе 1946 года Португалов был демобилизован в звании капитана медицинской службы.
С 1947 по 1955 год — заведующий отделом медицинской радиологии Института биофизики АМН СССР.
В 1955 году защитил докторскую диссертацию по гистофизиологии нервных окончаний.
С 1955 года заведующий лабораторией биогистохимии Института мозга АМН СССР. В 1964 году Португалов становится заведующим отделом Института медико-биологических проблем М3 СССР. С 1978 года — заведующий отделом гисто-молекулярной биологии и заведующий лабораторией нейрогистологии им. Б. И. Лаврентьева НИИ нормальной физиологии им. П. К. Анохина АМН СССР.
Португалов автор 170 научных трудов, в том числе 5 монографий. Большинство его работ посвящено вопросам цитофизиологии нервной клетки, нервных волокон и окончаний, структурно-химической организации анализаторных систем мозга в процессах онтогенеза и филогенеза. Он первым продемонстрировал метод микрокиносъёмки амитотическое деление ядра полиплоидной клетки.
Виктор Португалов — один из родоначальников изучения влияния факторов космического полёта на организм млекопитающих в условиях модельных опытов и полетных экспериментов; руководил морфологическими и цитохимическими исследованиями в экспериментах на биол, спутниках Земли серии «Космос».
Избирался членом бюро отделения медико-биологических наук АМН СССР, являлся членом правления Всесоюзного научного общества анатомов, гистологов и эмбриологов, членом редколлегии журналов «Архив анатомии, гистологии и эмбриологии» и «Cellular a. molecular biology» (изд. Pergamon Press).

## Семья
Брат — поэт Валентин Португалов.

## Награды и звания
- Орден Трудового Красного Знамени (1953)
- Заслуженный деятель науки РСФСР
- Медаль «За оборону Москвы»
- Медаль «За победу над Германией в Великой Отечественной войне 1941—1945 гг.»
- Сталинская премия за выдающиеся изобретения и коренные усовершенствования методов производственной работы (1951)